# 508 هـ
508 هـ هي سنة في التقويم الهجري امتدت مقابلةً في التقويم الميلادي بين سنتي 1114 و1115.

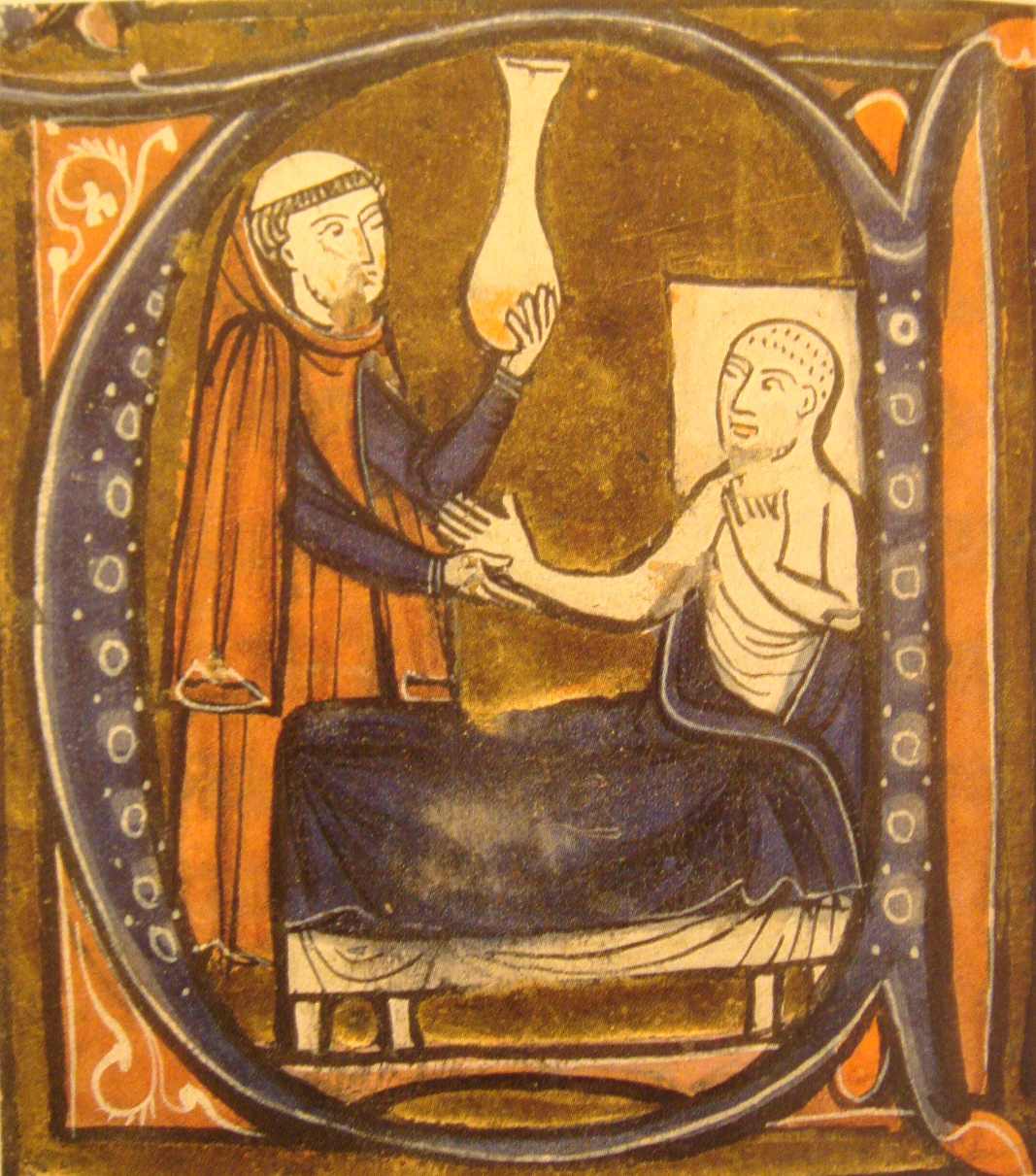
جيراردو الكريموني

## أحداث
- أبو حامد الغرناطي بدأ رحلته إلى الإسكندرية في مصر.

## مواليد
- أبو الفرج بن الجوزي
- أبو القاسم السهيلي
- جيراردو الكريموني

## وفيات
- أبو المعين النسفي
- أبو عبد الرحمن بن طاهر
- مزدلي بن تيلكان